# Styrsö, Strömstads kommun

Styrsö är en ö i Tjärnö socken, Strömstads kommun, sydväst om Strömstad utanför Öddö.
Ön har en yta av 54 hektar. Den hade en fast befolkning redan på 1600-talet då den såldes från kronan till skatte. Telefon drogs till ön redan 1914 genom skepparen Carl Johanssons förhandlande i samband med att luftledningar drogs över ön till Kosteröarna. 1920 köpte en läkare från Linköping, Gustaf Adolf Ålund en tredjedel av ön. Han byggde dels ett fritidshus här, men lät även anlägga behandlingshem för patienter med Basedows sjukdom, västkustens skärgård ansågs som bästa miljö för dessa patienter. Under 1920-talet användes en lada på ön för lagring av smuggelsprit, öns 333 långa badstrand såldes 1928 till Strömstads stad. På 1930-talet hade fem räktrålare sin hemvist på ön men därefter minskade befolkningen gradvis. 1940 bodde omkring 40 personer på ön, i början av 2000-talet saknade ön helt bofast befolkning. 2012 fanns dock två fastboende på ön. Därutöver finns ett flertal fritidshus, liksom sommartid ett enkelt vandrarhem.
Bakom öns sandstrand finns en kraftig tallskog, Pelarsalen. Under 1970-talet samlade danska skogsvårdsmyndigheter kottar här för att hitta tåliga frön att binda sanddyner på danska Nordsjökusten.